# Филдинг (Јута)
Филдинг (енгл. Fielding) град је у америчкој савезној држави Јута.

## Демографија
По попису из 2010. године број становника је 455, што је 7 (1,6%) становника више него 2000. године.
| Група             | 2000.       | 2010.       |
| Белци             | 435 (97,1%) | 411 (90,3%) |
| Афроамериканци    | 0 (0,0%)    | 0 (0,0%)    |
| Азијати           | 0 (0,0%)    | 1 (0,2%)    |
| Хиспаноамериканци | 10 (2,2%)   | 34 (7,5%)   |
| Укупно            | 448         | 455         |